# Ceropegia volubilis
Ceropegia volubilis är en oleanderväxtart som beskrevs av Nicholas Edward Brown. Ceropegia volubilis ingår i släktet Ceropegia och familjen oleanderväxter. Inga underarter finns listade i Catalogue of Life.